# Lễ bế mạc Đại hội Thể thao Đông Nam Á 2021
Lễ bế mạc Đại hội Thể thao Đông Nam Á 2021 được diễn ra vào tối thứ hai ngày 23 tháng 5 năm 2022 tại Cung điền kinh trong nhà Mỹ Đình ở thủ đô Hà Nội, Việt Nam. Sự kiện bắt đầu lúc 20:00 và kết thúc lúc 21:36 (theo giờ địa phương). Trần Ly Ly - biên đạo múa nổi tiếng của Việt Nam - là đạo diễn của buổi lễ. Khoảng 3.000 quan khách, khán giả, các đoàn thể thao tham dự đại hội đã tham gia lễ bế mạc.

## Tổng quan
Lễ bế mạc Đại hội Thể thao Đông Nam Á 2021 bao gồm 3 chương chính. Chương 1: "Hà Nội của tôi, tình yêu của bạn" mang thông điệp của thủ đô Hà Nội, mảnh đất nghìn năm văn hiến với chùm ca khúc về Hà Nội. Chương 2: "Hội tụ" là phần chính của lễ bế mạc, bắt đầu bằng lễ chào cờ, màn diễu hành của 11 quốc gia, 40 môn thể thao, nhóm trọng tài và tình nguyện viên. Chương cuối cùng, chương 3: "Tỏa sáng" được xây dựng như một gala âm nhạc, xiếc và thể thao với sự góp mặt của các ca sĩ trẻ của Việt Nam.
Chương trình ban đầu được dự kiến kéo dài 120 phút do biên đạo múa Trần Ly Ly, Quyền Cục trưởng Cục Nghệ thuật biểu diễn thuộc Bộ Văn hóa, Thể thao và Du lịch Việt Nam, làm tổng đạo diễn. Theo ban tổ chức, Việt Nam muốn gửi tới bạn bè quốc tế thông điệp tiếp nối sự tỏa sáng sau 12 ngày thi đấu, tinh hoa đã hội tụ về Việt Nam để mang đến cho khu vực Đông Nam Á những sinh khí mới, hơi thở mới của thời đại, của nhịp sống trẻ, của sức khỏe để vượt qua mọi khó khăn, thách thức của cuộc sống.

## Chủ đề
Với chủ đề "Hội tụ để tỏa sáng", lễ bế mạc sẽ tạo nên một gala âm nhạc đặc sắc, mang đậm bản sắc truyền thống đồng thời cho thấy xu thế hội nhập với sự phát triển mang xu thế trẻ trung, hấp dẫn giới trẻ. Nội dung chính của buổi lễ là thể hiện một lời tạm biệt ấm áp từ nước chủ nhà.

## Địa điểm
Sân khấu chính của lễ bế mạc được đặt tại Cung điền kinh Hà Nội với sức chứa hơn 3.000 chỗ ngồi. Sân khấu bao gồm một sân khấu chính, bên cạnh là sân khấu phụ và hệ thống kỳ đài. Sân khấu được bố cục theo hình chữ V, thể hiện cho Việt Nam, Chiến Thắng (Victory) và cánh tay ôm trọn cả cộng đồng người dân trong khu vực Đông Nam Á, đồng thời trở thành biểu tượng chim hòa bình với cánh chim là hai màn hình LED hai bên dang rộng và tung cánh lên bầu trời đầy sao. Đây được coi là sân khấu trong nhà lớn nhất ở Việt Nam tại thời điểm đó.

## Chuẩn bị
Toàn bộ ê-kíp với hơn 400 người đã chỉ có hơn 10 ngày để chuẩn bị cho lễ bế mạc. Họ đã phải chờ các nội dung thi đấu tại Cung điền kinh trong nhà kết thúc mới có thể vào lắp đặt sân khấu, âm thanh, ánh sáng và thiết bị hỗ trợ. Theo tiết lộ của đạo diễn sân khâu Hoàng Công Cường, ê-kíp chỉ có đúng 3 ngày để lắp ráp sân khấu, trước khi tiến hành tổng duyệt.

## Tiến hành

### Chương trình

#### Chương 1: "Hà Nội của tôi, tình yêu của bạn"
Buổi lễ bắt đầu bằng một chuỗi các bài hát về Hà Nội - thành phố đăng cai SEA Games 31 - với những hình ảnh nhiều màu sắc, đặc trưng của thủ đô Việt Nam. Hình ảnh Thăng Long - Hà Nội nghìn năm văn hiến hiện lên qua hoạt cảnh đạp xích lô trên phố, phố cổ rêu phong và những con đường lá vàng rơi. Điểm nhấn của tiết mục là hình ảnh quốc kỳ 11 quốc gia Đông Nam Á trên những chiếc ô biểu diễn. Các ca khúc được phát lần lượt là: "Hà Nội đêm trở gió", "Nồng nàn Hà Nội", "Góc Hà Nội", "Tháng 10 Hà Nội", "Hà Nội niềm tin và hy vọng".

#### Chương 2: "Hội tụ"
Phần chính của buổi lễ bắt đầu bằng nghi thức chào cờ, cử hành quốc ca của nước chủ nhà. 11 tiêu binh cầm trên tay 11 quốc kỳ của các quốc gia Đông Nam Á, thực hiện màn diễu hành vinh danh thành tích của 11 đoàn thể thao tham dự đại hội. Sau đó, 40 linh vật Sao la bước ra sân khấu, giới thiệu một lần nữa 40 môn thi đấu tại SEA Games 31. Tiếp đến, ban tổ chức vinh danh lực lượng trọng tài và tình nguyện viên đã cùng góp sức tạo nên thành công của kỳ đại hội. Một đoạn video đã được ban tổ chức phát nhằm nhìn lại những khoảnh khắc đáng nhớ trong những ngày thi đấu đã qua tại SEA Games 31. Sau đó là bài phát biểu tổng kết của Bộ trưởng Bộ Văn hóa, Thể thao và Du lịch, Trưởng ban tổ chức SEA Games 31, cùng với lễ vinh danh các vận động viên tiêu biểu đã đạt thành tích xuất sắc tại đại hội. Tuyên bố bế mạc của lãnh đạo Chính phủ nước Cộng hòa Xã hội chủ nghĩa Việt Nam được tiếp nối bằng hình ảnh ngọn đuốc trên sân Mỹ Đình được tắt đi, khép lại một kỳ SEA Games thành công tại Việt Nam. Hai lá cờ của SEA Games 31 và Liên đoàn Thể thao Đông Nam Á (SEAGF) cũng sẽ được hạ xuống lễ đài. 
Điểm nhấn trong chương này là lễ chuyển giao cờ Liên đoàn Thể thao Đông Nam Á của đại diện Việt Nam cho Campuchia - nước chủ nhà của SEA Games 32 sắp tới. Lá cờ Campuchia được kéo lên cao trên nền quốc ca nước này. Ngay sau đó là chương trình biểu diễn nghệ thuật chào mừng của Campuchia, giới thiệu những nét đặc sắc của nền văn hóa đất nước này, bao gồm các tiết mục: vũ điệu apsara, khiêu vũ tango "Hoa hồng xứ Phnôm Pênh" trên nền nhạc hòa tấu hoàng gia Khmer (sử dụng nhạc cụ truyền thống Campuchia), múa võ bokator "Tinh thần chiến đấu", "Campuchia chào đón và chúc phúc" (giới thiệu đôi thỏ Borey và Rumduol, những linh vật chính thức của SEA Games 32). Chủ nhà Việt Nam cũng đáp lại bằng những làn điệu quan họ như "Mời trầu", "Giã bạn", "Người ơi người ở đừng về", dưới sự thể hiện của 100 nghệ sĩ dân ca quan họ Bắc Ninh.

#### Chương 3: "Tỏa sáng"
Màn múa nón của nhóm múa 218 là tiết mục mở đầu chương cuối cùng của buổi lễ, thể hiện một sức sống mới và tinh thần của công nghệ hòa trộn với yếu tố văn hóa truyền thống của Việt Nam, gửi gắm thông điệp về tinh thần hội nhập của nước chủ nhà. Các nghệ sĩ múa đội nón lá, mặc trang phục truyền thống nhưng nhảy hiphop và thực hiện một vài thế võ. Khép lại lễ bế mạc là liên khúc thể hiện tình yêu đất nước, con người Việt Nam với các nhạc phẩm "Diệu kỳ Việt Nam", "Ngàn ước mơ Việt Nam", "Việt Nam tươi đẹp", "Việt Nam những chuyến đi", "Những trái tim Việt Nam", "Việt Nam hòa thanh cùng năm châu".

### Vinh danh
Các vận động viên sau đây đã được vinh danh tại lễ bế mạc, qua sự lựa chọn của Tiểu ban chuyên môn kỹ thuật của SEA Games 31.
- Nguyễn Huy Hoàng ( VIE, bơi lội)
- Nguyễn Thị Oanh ( VIE, điền kinh)
- Jing Wen Quah ( SGP, bơi lội)
- Joshua Robert Atkinson ( THA, điền kinh)

## Biểu diễn
Các nghệ sĩ sau đây đã tham gia biểu diễn tại lễ bế mạc.
- Văn Mai Hương (biểu diễn "Tỏa sáng")
- Uyên Linh (biểu diễn "Tỏa sáng")
- Dương Hoàng Yến (biểu diễn "Tỏa sáng")
- Đông Hùng (biểu diễn "Hà Nội của tôi, tình yêu của bạn")
- Khánh Linh (biểu diễn "Hà Nội của tôi, tình yêu của bạn")
- Bảo Trâm (biểu diễn "Hà Nội của tôi, tình yêu của bạn")
- Phạm Anh Duy (biểu diễn "Hà Nội của tôi, tình yêu của bạn")
- Hà Nhi (biểu diễn "Tỏa sáng")
- 218 Dance Crew[14] (biểu diễn "Tỏa sáng")

## Quốc ca
- Tiến quân ca, quốc ca Cộng hòa Xã hội chủ nghĩa Việt Nam
- Nokoreach, quốc ca Vương quốc Campuchia[5]